# Taeniodera nigrithorax
Taeniodera nigrithorax är en skalbaggsart som beskrevs av Miksic 1972. Taeniodera nigrithorax ingår i släktet Taeniodera och familjen Cetoniidae. Inga underarter finns listade i Catalogue of Life.